# Visions of a Life
Visions of a Life (en español: Visiones de una vida) es el segundo álbum de estudio de la banda de rock alternativo inglesa Wolf Alice. Fue publicado el 29 de septiembre de 2017 a través del sello Dirty Hit Records. El álbum fue generalmente aclamado por la crítica nacional e internacional, siendo galardonado con el Premio Mercury de 2018.

## Antecedentes
En noviembre de 2016, el baterista Joel Amey expreso que la banda "definitivamente esta escribiendo música nueva." En mayo de 2017, la banda envío postales con títulos de canciones y letras de cada una de las pistas del álbum a sus seguidores por medio de su lista de e-mails, las que más tarde publicarían en Twitter. El 12 de junio lanzaron su primer sencillo "Yuk Foo" a través de la Radio de la BBC 1, lo que más tarde se complementaria con la publicación en Youtube de un vídeo de la letra de la canción. La banda declaró que el álbum es "bastante diverso" agregando además que quisieron "comenzar con un Big Bang," fue por esta razón que eligieron a «Yuk Foo» como la primera canción en ser lanzada, añadiendo que el resto del álbum es "bastante diferente a esta." La banda anunció una gira mundial en apoyo al lanzamiento del álbum, publicando las fechas de esta en su sitio web oficial.
El álbum fue producido por Justin Meldal-Johnsen. Visions of a Life es principalmente un álbum de rock alternativo y noise rock, y se hizo notar debido a que está influenciado por diversos géneros musicales, incluyendo shoegaze, punk rock, dream pop, grunge, psychedelia, folk, noise rock, synth-pop, hardcore y electrónica.

## Promoción
El 5 de julio, la banda lanzó el segundo sencillo "Don't Delete the Kisses", el vídeo de esta fue publicado en Youtube el 11 de agosto de 2017. El tercer sencillo "Beautifully Unconventional" fue lanzado en un evento organizado por la Radio de la BBC 1 el 14 de agosto de 2017, para posteriormente ser liberado para descarga digital y ponerse a disposición en servicios de streaming, el 11 de septiembre lanzaron el vídeo correspondiente a la canción, este visualmente está influenciado por la moda de 1950. La banda lanzó "Heavenward" el 18 de septiembre de 2017 convirtiéndola así en su cuarto sencillo, según un comunicado de prensa, la canción habla sobre la muerte de un amigo de la banda. El quinto sencillo del álbum es "Formidable Cool" el que fue lanzado el 16 de febrero de 2018. El 2 de marzo de 2018, "Sadboy" fue lanzado como el sexto sencillo, tres días más tarde fue lanzado el vídeo correspondiente. "Space & Time" fue lanzado el 8 de mayo de 2018 convirtiéndolo así en el séptimo sencillo. el vídeo de la canción fue publicado el 30 de mayo de 2018.

## Listado de canciones
Todas las canciones fueron escritas por Ellie Rowsell, Joff Oddie, Theo Ellis y Joel Amey.

| N.º   | Título                       | Duración |  |
| 1.    | «Heavenward»                 | 4:55     |  |
| 2.    | «Yuk Foo»                    | 2:13     |  |
| 3.    | «Beautifully Unconventional» | 2:13     |  |
| 4.    | «Don't Delete the Kisses»    | 4:35     |  |
| 5.    | «Planet Hunter»              | 3:52     |  |
| 6.    | «Sky Musings»                | 2:58     |  |
| 7.    | «Formidable Cool»            | 3:33     |  |
| 8.    | «Space & Time»               | 2:27     |  |
| 9.    | «Sadboy»                     | 4:11     |  |
| 10.   | «St. Purple & Green»         | 4:21     |  |
| 11.   | «After the Zero Hour»        | 3:24     |  |
| 12.   | «Visions of a Life»          | 7:57     |  |
| 46:39 |                              |          |  |

Edición limitada en 7" Vinilo

| N.º | Título              | Duración |  |
| 13. | «Yuk Foo» (demo)    | 1:48     |  |
| 14. | «Bad Things» (demo) | 1:11     |  |

## Créditos
Créditos adaptados de las notas de Visions of a Life.
Wolf Alice
- Ellie Rowsell – voz, guitarra, teclados, omnichord, sintetizador.
- Joff Oddie – Guitarra, teclados, programación, voz de apoyo, sintetizador.
- Theo Ellis – bajo, teclados, synthesisers, voz de apoyo.
- Joel Amey – tambores, voz de apoyo, percusión, teclados, programación, omnichord.

Producción
- Justin Meldal-Johnsen – producción (todas las canciones); teclado, programación (canción 6); sintetizador (canción 9)
- Tom Elmhirst – mezcla
- Carlos de la Garza – ingeniero (todas las canciones); percusiones adicionales (canciones 7, 12)
- Mike Schuppan – ingeniero
- Tyler Shields – asistente de ingeniero
- Dave Cooley – masterización
- Charlie Ellis – voz de apoyo (canción 12)
- Robert O'Hara – diseño

## Posicionamiento en listas
| Chart (2017)                                    | Peak position |
| ----------------------------------------------- | ------------- |
| Australia, listas musicales (ARIA)              | 54            |
| Bélgica (Ultratop Flandes)                      | 91            |
| Países Bajos (Album Top 100)                    | 133           |
| Irlanda (IRMA)                                  | 13            |
| Irlanda, Lista de álbumes independientes (IRMA) | 2             |
| Nueva Zelanda (RMNZ)                            | 3             |
| Escocia (Scottish Albums Chart)                 | 2             |
| España (Promusicae)                             | 61            |
| Suiza (Schweizer Hitparade)                     | 88            |
| Reino Unido (UK Albums Chart)                   | 2             |
| Reino Unido (UK Independent Albums)             | 1             |
| Estados Unidos (Billboard 200)                  | 190           |
| Estados Unidos (Top Alternative Albums)         | 25            |
| Estados Unidos (Top Rock Albums)                | 39            |

## Certificaciones
| País (Certificador) | Certificación | Ventas certificadas |
| --- | ------------- | ------------------- |
| Reino Unido (BPI) | Oro           | 100 000*            |
| ^cifras de envíos basadas únicamente en la certificación xcifras no especificadas basadas únicamente en la certificación |               |                     |